# Сто винтовок
«Сто винтовок» (англ. 100 Rifles) — американский кинофильм 1969 года, снятый в провинции Альмерия, Испания. Фильм имеет возрастные ограничения (рейтинг R).

## Сюжет
Действие происходит в 1912 году на севере Мексики в штате Сонора в разгар Мексиканской войны. Лайдекер, чернокожий помощник шерифа из Аризоны, приезжает сюда в поисках некоего яки Джо, который ограбил банк в Финиксе на сумму 6000 долларов. Эти деньги он собирался потратить на оружие для своих соплеменников, которые уже много десятилетий борются против мексиканского правительства, всячески притеснявшего индейцев. Яки Джо — гражданин США, чья мать была индианкой из племени яки, а отец — белый из Алабамы. После поимки вора Лайдекер поворачивает обратно, но судьба сводит его и яки Джо с красавицей Саритой, местной женщиной, симпатизирующей индейцам. Помощник шерифа, влюбившись в девушку, решает встать на сторону индейцев.

## В ролях
- Рэкуэл Уэлч — Сарита
- Джим Браун — Лайдекер
- Бёрт Рейнольдс — Яки Джо Эррера
- Фернандо Ламас — генерал Вердуго
- Альдо Самбрель — сержант Палетес
- Дан О’Херлихи — Стивен Граймс, представитель железнодорожной компании
- Эрик Браден — лейтенант Франц фон Клемме, эмиссар Германской армии